# Ministère de l'Environnement, des Forêts et du Changement climatique
Pour les articles homonymes, voir Ministère de l'Environnement.
Le ministère de l'Environnement, des Forêts et du Changement climatique (en anglais Ministry of Environment, Forests and Climate Change (MoEFCC)) est un cabinet ministériel du gouvernement indien chargé de la planification, la promotion, la coordination et la supervision de la mise en œuvre de la politique environnementale et de la gestion des programmes forestiers du pays.
Dans le cadre de la législation indienne, les activités principales du ministère sont :
- la conservation de la flore et de la faune de l'Inde, des forêts et autres zones sauvages ;
- la recherche sur la faune et la flore et l'écologie ;
- la prévention et le contrôle de la pollution ;
- le reboisement et la régénération des zones dégradées et la protection de l'environnement ;
- l'administration des parcs nationaux indiens.

## Les institutions dépendantes
- Indian Forest Service
- Centre for Environment Education
- Indian Council of Forestry Research and Education
  - Wildlife Institute of India
  - Forest Research Institute
  - Indian Institute of Forest Management
- Forest Survey of India
- Central Zoo Authority of India

## Liste des ministres de l'Environnement
| No   | Photo | Nom                                                                  | Mandat            | Mandat            | Mandat           | Premier Ministre              | Parti politique                         | Parti politique |
| ---- | ----- | -------------------------------------------------------------------- | ----------------- | ----------------- | ---------------- | ----------------------------- | --------------------------------------- | --------------- |
| 1    |       | Rajiv Gandhi                                                         | 31 décembre 1984  | 22 octobre 1986   | 1 an, 295 jours  | Rajiv Gandhi                  | Congrès national indien                 |                 |
| 2    |       | Bhajan Lal (en)                                                      | 22 octobre 1986   | 14 février 1988   | 1 an, 115 jours  | Rajiv Gandhi                  | Congrès national indien                 |                 |
| 3    |       | Ziaur Rahman Ansari (en) (charge indépendante jusqu'au 25 juin 1988) | 14 février 1988   | 2 décembre 1989   | 1 an, 291 jours  | Rajiv Gandhi                  | Congrès national indien                 |                 |
| 4    |       | V. P. Singh                                                          | 2 décembre 1989   | 23 avril 1990     | 142 jours        | V. P. Singh                   | Janata Dal                              |                 |
| 5    |       | Nilamani Routray (en)                                                | 23 avril 1990     | 10 novembre 1990  | 201 jours        | V. P. Singh                   | Janata Dal                              |                 |
| 6    |       | Maneka Gandhi (charge indépendante)                                  | 21 novembre 1990  | 21 juin 1991      | 212 jours        | Chandra Shekhar               | Samajwadi Janata Party (Rashtriya) (en) |                 |
| 7    |       | Kamal Nath (charge indépendante)                                     | 21 juin 1991      | 15 septembre 1995 | 4 ans, 86 jours  | P. V. Narasimha Rao           | Congrès national indien                 |                 |
| 8    |       | Rajesh Pilot (en) (charge indépendante)                              | 15 septembre 1995 | 16 mai 1996       | 244 jours        | P. V. Narasimha Rao           | Congrès national indien                 |                 |
| 9    |       | Atal Bihari Vajpayee                                                 | 16 mai 1996       | 1er juin 1996     | 16 jours         | Atal Bihari Vajpayee          | Bharatiya Janata Party                  |                 |
| 10   |       | H. D. Deve Gowda                                                     | 1er juin 1996     | 29 juin 1996      | 28 jours         | H. D. Deve Gowda              | Janata Dal                              |                 |
| 11   |       | Jai Narain Prasad Nishad (en)                                        | 29 juin 1996      | 21 février 1997   | 237 jours        | H. D. Deve Gowda              | Janata Dal                              |                 |
| 12   |       | Saifuddin Soz (en)                                                   | 21 février 1997   | 19 mars 1998      | 1 an, 26 jours   | H. D. Deve Gowda I. K. Gujral | Jammu & Kashmir National Conference     |                 |
| 13   |       | Suresh Prabhu (en)                                                   | 19 mars 1998      | 13 octobre 1999   | 1 an, 208 jours  | Atal Bihari Vajpayee          | Shiv Sena                               |                 |
| 14   |       | T. R. Baalu (en)                                                     | 13 octobre 1999   | 21 décembre 2003  | 4 ans, 69 jours  | Atal Bihari Vajpayee          | Dravida Munnetra Kazhagam               |                 |
| (9)  |       | Atal Bihari Vajpayee                                                 | 21 décembre 2003  | 9 janvier 2004    | 19 jours         | Atal Bihari Vajpayee          | Bharatiya Janata Party                  |                 |
| 15   |       | Ramesh Bais (charge indépendante)                                    | 9 janvier 2004    | 22 mai 2004       | 134 jours        | Atal Bihari Vajpayee          | Bharatiya Janata Party                  |                 |
| 16   |       | A. Raja (en)                                                         | 23 mai 2004       | 15 mai 2007       | 2 ans, 357 jours | Manmohan Singh                | Dravida Munnetra Kazhagam               |                 |
| 17   |       | Manmohan Singh                                                       | 15 mai 2007       | 22 mai 2009       | 2 ans, 7 jours   | Manmohan Singh                | Congrès national indien                 |                 |
| 18   |       | Jairam Ramesh (charge indépendante)                                  | 28 mai 2009       | 12 juillet 2011   | 2 ans, 45 jours  | Manmohan Singh                | Congrès national indien                 |                 |
| 19   |       | Jayanthi Natarajan (en) (charge indépendante)                        | 12 juillet 2011   | 21 décembre 2013  | 2 ans, 162 jours | Manmohan Singh                | Congrès national indien                 |                 |
| 20   |       | M. Veerappa Moily (en)                                               | 21 décembre 2013  | 26 mai 2014       | 156 jours        | Manmohan Singh                | Congrès national indien                 |                 |
| 21   |       | Prakash Javdekar (en) (charge indépendante)                          | 26 mai 2014       | 5 juillet 2016    | 2 ans, 40 jours  | Narendra Modi                 | Bharatiya Janata Party                  |                 |
| 22   |       | Anil Madhav Dave (charge indépendante)                               | 5 juillet 2016    | 18 mai 2017       | 317 jours        | Narendra Modi                 | Bharatiya Janata Party                  |                 |
| 23   |       | Harsh Vardhan (en)                                                   | 18 mai 2017       | 30 mai 2019       | 2 ans, 12 jours  | Narendra Modi                 | Bharatiya Janata Party                  |                 |
| (21) |       | Prakash Javdekar (en)                                                | 30 mai 2019       | 7 juillet 2021    | 2 ans, 38 jours  | Narendra Modi                 | Bharatiya Janata Party                  |                 |
| 24   |       | Bhupender Yadav (en)                                                 | 7 juillet 2021    | En cours          | 3 ans, 250 jours | Narendra Modi                 | Bharatiya Janata Party                  |                 |